# إيدو ألونسو
إدواردو «إيدو» ألونسو ألفاريز (مواليد 30 مايو 1974 في بلباو، بلاد الباسك) هو لاعب كرة قدم إسباني متقاعد، لعب في مركز خد الوسط الأيمن.

## وصلات خارجية
- BDFutbol profile
- Athletic Bilbao profile[وصلة مكسورة]